# Соловйов Леонід Миколайович
Леонід Миколайович Соловйов (22 січня 1906, місто Боровичі, тепер Новгородської області, Російська Федерація — 2 липня 1993, місто Москва, Російська Федерація) — радянський дипломат, профспілковий діяч, секретар і заступник голови ВЦРПС, надзвичайний і повноважний посол СРСР у Монгольській Народній Республіці. Кандидат у члени ЦК КПРС у 1952—1961 роках. Член ЦК КПРС у 1961—1971 роках. Депутат Верховної Ради Російської РФСР 3—4-го скликань. Депутат Верховної Ради СРСР 4—6-го скликань.

## Життєпис
Народився в родині робітника. У 1926 році закінчив Новгородський індустріальний технікум.
У 1926—1928 роках — слюсар, майстер Ленінградського заводу машинобудування № 185 імені Кірова.
У 1928—1930 роках — строкова служба у військово-морському флоті СРСР.
Член ВКП(б) з 1929 року.
У 1930—1933 роках — майстер, старший майстер, механік Ленінградського заводу № 185 імені Кірова.
У 1933—1935 роках — студент Ленінградського інституту інженерів водного транспорту.
У 1935—1937 роках — механік цеху, районний механік, заступник начальника цеху Ленінградського заводу № 185 імені Кірова.
У 1937—1941 роках — технічний інспектор ЦК профспілки робітників важкого машинобудування, в 1941—1942 роках — голова заводського комітету профспілки Ленінградського заводу № 185 імені Кірова.
У 1942—1944 роках — завідувач організаційно-інструкторського відділу Всесоюзної центральної ради професійних спілок (ВЦРПС).
15 березня 1944 — 7 червня 1954 року — секретар Всесоюзної центральної ради професійних спілок (ВЦРПС). Одночасно з 1948 року — начальник Управління державного соціального страхування ВЦРПС.
14 березня 1951 — 23 березня 1955 року — голова Верховної Ради Російської РФСР.
17 червня 1954 — 23 березня 1959 року — заступник голови Всесоюзної центральної ради професійних спілок (ВЦРПС).
28 березня 1959 — 28 жовтня 1963 року — секретар Всесоюзної центральної ради професійних спілок (ВЦРПС).
21 листопада 1963 — 15 лютого 1968 року — надзвичайний і повноважний посол СРСР у Монгольській Народній Республіці.
У лютому 1968 — 1980 року — заступник міністра закордонних справ Російської РФСР.
З 1980 року — персональний пенсіонер союзного значення в Москві. 
Помер 2 липня 1993 року в Москві.

## Нагороди
- шість орденів Трудового Червоного Прапора (11.07.1945; 25.01.1956; 6.12.1957; 22.01.1966; 31.12.1966; 22.10.1971)
- орден Дружби народів (21.01.1976)
- медалі
- надзвичайний і повноважний посол СРСР